# Catetere Foley

Schema di un catetere di Foley

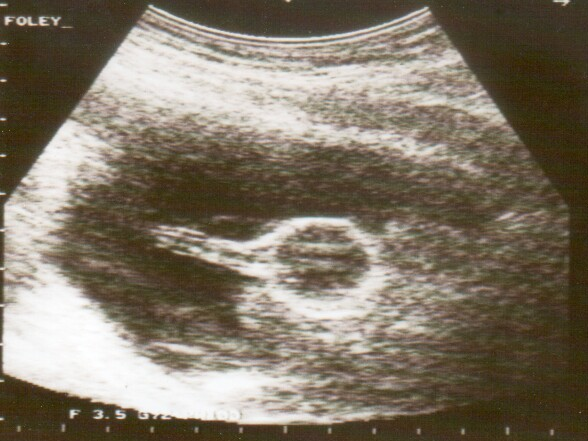
Immagine ecografica di un catetere di Foley

Il catetere Foley è un tubo flessibile, di vari diametri, normalmente in lattice o in silicone, che viene posizionato da personale infermieristico o medico specializzato, lungo l'uretra e si ancora alla vescica per il tramite di un palloncino riempito di acqua fisiologica.

## Struttura del dispositivo
Il catetere è dotato di due o più lumi separati che decorrono lungo tutta la sua lunghezza. Uno dei due condotti è aperto alle due estremità, e permette all'urina di defluire in una sacca di raccolta. L'altro condotto presenta una valvola sull'estremità esterna e si collega a un palloncino in punta. Quest'ultimo è il palloncino che viene gonfiato con acqua bidistillata sterile oppure con soluzione fisiologica sterile quando si trova all'interno della vescica, al fine di impedire che il catetere accidentalmente sia sfilato.

La dimensione del catetere di Foley è descritta utilizzando le unità francesi, le quali sono graduate in terzi di millimetro. Le dimensioni più comuni variano da 10 F a 28 F. Si ricorda che 1 F equivale appunto a 0,33 mm di diametro.
Esistono diversi tipi di catetere di Foley:
- "Coudé" (che in francese significa a gomito). Questo tipo di catetere ha in punta una curva a 45° per consentire un passaggio più facile attraverso una iperplasia prostatica.
- "A punta". Questi cateteri hanno un piccolo foro in corrispondenza della punta che permette il passaggio di un filo.
- "A tre vie". Un catetere dotato di tre condotti. Il terzo condotto viene utilizzato per infondere soluzione salina sterile o altre soluzioni a scopo di irrigazione. Questo tipo di cateteri è utilizzato principalmente dopo l'intervento chirurgico sulla vescica o sulla prostata, per lavare via il sangue e i coaguli.

## Storia
I cateteri vescicali risalgono alle antiche civiltà. Gli Egizi ne fabbricarono in rame o stagno. I Romani utilizzarono delle sonde in rame o bronzo, con delle estremità ricurve. Nel 1768 Macquer riuscì a sciogliere il caucciù ed ebbe l'idea di servirsene per la preparazione delle sonde. Per il primo catetere in caucciù davvero utile bisognò attendere August Nélaton (1807 - 1873) che inventò il catetere, privo di palloncino, utilizzato ancora oggi.
Il catetere di Foley fu inventato dal dottor Frederick Foley, un medico statunitense di origine tedesca specializzato in urologia. Negli anni trenta il dr Foley contattò un industriale americano di nome Charles Russel Bard che acquistò il brevetto.  Nel 1934 l'industriale produsse, tramite la consociata Davol Rubber Company, con sede a Providence nel Rhode Island, il primo catetere vescicale in gomma con palloncino al mondo. La sua flessibilità ed elasticità permettevano un grande comfort al paziente cateterizzato e ne facilitarono la diffusione.

## Utilizzi del catetere di Foley
Il catetere di Foley può essere utilizzato in diverse situazioni:
- In pazienti che sono stati anestetizzati o sedati per interventi di chirurgia o altri tipi di cure mediche
- In pazienti in stato comatoso
- In alcuni pazienti incontinenti
- In pazienti con un'iperplasia della prostata che determina un blocco della minzione e ritenzione urinaria acuta. Il catetere di Foley viene mantenuto in sede finché il problema è risolto.
- In pazienti con ritenzione urinaria acuta.
- In pazienti che non sono in grado, a causa di paralisi o lesioni fisiche, di ricorrere ai normali servizi igienici.
- A seguito di interventi di tipo urologico.
- Dopo ureterectomia
- Per maturare il collo dell'utero durante l'induzione del travaglio di parto
- In pazienti con malattia renale in cui la quantità di urina prodotta deve essere costantemente e accuratamente misurata

Sono anche utilizzati nei casi di severa epistassi, al fine di bloccare il sangue che scorre dal naso in bocca (controllo della epistassi posteriore).

## Rischi nell'utilizzo
Ci sono diversi rischi quando si esegue una cateterizzazione usando un catetere di Foley (o altri cateteri in generale):
- Il palloncino può rompersi mentre il catetere viene inserito. In questo caso il personale sanitario deve rimuovere tutti i frammenti di palloncino.
- Il palloncino potrebbe non gonfiarsi una volta posizionato il catetere. Il medico o l'infermiere che esegue la cateterizzazione è tenuto a verificare la tenuta del palloncino prima dell'inserimento del catetere nell'uretra. Se tuttavia il palloncino per qualsiasi motivo, una volta posizionato il catetere in vescica, non si gonfia il catetere sarà necessariamente scartato e sostituito con uno nuovo.
- Le urine smettono di defluire nel sacchetto di raccolta. Il sanitario verifica il corretto posizionamento del catetere, del raccordo e del sacchetto di raccolta. Verifica inoltre se sussistono motivi di ostruzione del flusso urinario interni al lume del catetere.
- Dopo un iniziale funzionamento il flusso di urina inspiegabilmente si blocca. Il sanitario deve tentare un lavaggio con soluzione fisiologica sterile (per la eventuale rimozione di coaguli di sangue), ma persistendo il blocco il catetere di Foley deve essere scartato e sostituito con un nuovo catetere.
- Dopo o durante la cateterizzazione l'uretra incomincia a sanguinare. Il medico dovrà operare per controllare l'emorragia.
- Possibile infezione delle vie urinarie. Il rischio di infezione della vescica o del tratto urinario aumenta considerevolmente con l'aumentare del numero di giorni in cui il catetere è in posizione.
- Se il cateterismo viene effettuato da personale poco esperto nella manovra, o se il palloncino viene aperto prima che il catetere di Foley sia completamente inserito, si può verificare una rottura dell'uretra e un'emorragia. È possibile anche lesionare la vescica. In alcuni individui l'evoluzione di una lesione in una cicatrice permanente potrebbe condurre a una stenosi uretrale.[3]
- Possono esistere partite commerciali di cateteri difettosi che, sia pure correttamente inseriti, possono rompersi in situ. Le rotture si verificano più comunemente in prossimità dell'estremità distale o al palloncino.

## Trattamenti alternativi
- Il cateterismo intermittente con catetere di Nélaton, per brevi periodi di tempo, può essere una misura alternativa al mantenimento in situ di un catetere di Foley.
- Se la cateterizzazione vescicale si presenta difficoltosa (in genere per gravi stenosi uretrali o iperplasia prostatica), è possibile ricorrere al cateterismo sovrapubico.